# أرت كريسماس
أرت كريسماس هو عازف ساكسفون كندي، ولد في 22 ديسمبر 1905 في كينغستون في كندا، وتوفي في 24 سبتمبر 1961.